# Petaure gegant septentrional
El petaure gegant septentrional (Petauroides minor) és una espècie de marsupial planador endèmic dels boscos del centre-nord de Queensland (Austràlia).

## Taxonomia
Fou descrit originalment com a subespècie de Petauroides volans, que juntament amb P. armillatus formava una única espècie coneguda simplement com a «petaure gegant». P. v. armillatus també acabà sent classificat com a coespecífic amb P. v. minor. Tanmateix, el 2012 i el 2015, una sèrie de guies de camp escrites per Colin Groves o Stephen Jackson dividiren el petaure gegant en tres espècies. Aquesta classificació fou confirmada per una anàlisi del 2020, que trobà diferències genètiques i morfològiques significatives entre les tres espècies. La Societat Americana de Mastòlegs el considera una espècie a part.
Hi ha indicis d'hibridació entre aquesta espècie i P. armillatus prop de l'extrem meridional de la seva distribució.

## Distribució
Es tracta de l'espècie més septentrional de Petauroides. La distribució d'aquesta espècie va des de just al nord de Cairns fins a la regió just al nord de Townsville. Quan era coespecífic amb P. armillatus, es creia que tenia una distribució molt més àmplia que arribava fins al tròpic de Capricorn.

## Descripció
És l'espècie de petaure gegant més petita. És de mida comparable a la d'un uta comú petit, tot i que la seva llargada corporal és semblant a la de P. armillatus. Es pot distingir de les altres dues espècies pel seu pelatge exclusivament gris marronós, amb la regió ventral de color crema.

## Amenaces
Tot i que no està tan amenaçat com el petaure gegant meridional, es creu que es troba en perill per la seva distribució poc extensa i el fet que parts del seu hàbitat són objecte de construcció.